# Синдром вишеструке органске дисфункције
Синдром вишеструке органске дисфункције (СВОД) је мултиорганска промена у функцији органа код акутно оболелих болесника при чему се хомеостаза у организму не може одржати без интервенције. СВОД је уобичајена компликација синдрома системског инфламаторног одговора, или сепсе (када је инфекција доказана), трауме, хеморагичног шока, некротизирајућег панкреатитис и друга критична стања. 
Иако је СВОД један од водећих узрок смрти код критично болесних етиопатогенеза је још увек нејасна.  
Основна карактеристика синдрома је изражен аутокатаболизам (протеина) и велика потрошња енергије. У СВОД постоји глобална микроциркулаторна повреда у којој су плућа први циљни орган, са периферном васкуларном парализом, депресијом миокарда, нарушавањем заштитне цревне баријере и евентуалном инсуфицијенцијом јетре и бубрега. 
Контрола извора, успостављање и одржавање микроциркулације и метаболичка (нутритивна) подршка су основни принципи лечења овог синдрома. Нове терапијске опције  (антитела на ендотоксин, антагонисти медијатора, антиинфламаторна средства, селективна цревна деконтаминација и многи други) су обећавајуће, али још увек нема консензуса о предностима и побољшању морталитета  .

## Терминологија
Најчешћи узрок смрти пацијената примљених у савремену јединицу интензивне неге  је клиничко стање познато као  мултиорганска дисфункција које своје постојање дугује развоју интензивне неге. Различито познат као синдром вишеструке органске дисфункције органа (СВОД), затајење више органа, отказивање више система органа, или кроз неке од његових истакнутијих манифестација, као акутни респираторни дистрес синдром (АРДС) или дисеминована интраваскуларна коагулација (ДИК), указује на то колико је СВОД слабо схваћено и колико је  преовлађујуће стање, да чак и њена терминологија заслужује коментар.
Иако је првобитно описано као затајење више органа, очигледно је да се нормална физиолошка функција система органа који отказују може обновити код преживелих. Стога је прикладнија карактеризација процеса као дисфункције више органа. Иако синдром укључује дисфункцију многих органа, он такође утиче и на физиолошке системе који се класично не сматрају органима, укључујући хематолошки систем, имуни систем или ендокрини систем. 
Коначно, иако је описан као синдром, његов клинички ток и узроци су веома варијабилни, а постоји само најопштији облик консензуса у вези са органима чију дисфункцију обухвата овај синдром, односно критеријумима који треба да се користе за описивање ове дисфункције.

## Историја
Запажање да критично болесни пацијенти умиру, не као резултат прогресије поремећаја који је убрзао пријем у интензивну негу, већ због комплексног низа физиолошких поремећаја који се развијају након реанимације и лечења у интензивној нези, први пут је објављено 1960-их.
Следиол је 1975. године објављивањ значајног уводника у којем је Baue коментарисао упадљиву сличност обдукционих налаза код пацијената који умиру на интензивној интензивној нези и сугерисао да то није био отказ једног система, већ истовремени отказ више међусобно зависних система органа.  што је у том периоду  био нерешен проблем у интезивнпј нези.
Каснији извештаји су истакли важну улогу окултне, неконтролисане инфекције у патогенези СВОД, иако контрола инфекције није нужно резултовала преокретом физиолошких поремећаја, нити је инфекција била универзално присутна код пацијената са СВОД.

## Етиопатогеназе
Синдром вишеструке органске дисфункције (СВОД) може се дефинисати као развој потенцијално реверзибилног физиолошког поремећаја који укључује два или више органских система који нису укључени у поремећај који је резултирао пријемом у интензивну интензивну терапију, а који настаје као последица потенцијално по живот опасног физиолошког оштећења.
Запажање да критично болесни пацијенти умиру, не као резултат прогресије поремећаја који се  убрзао након пријем у интензивну негу, већ због комплексног низа физиолошких поремећаја који се развијају након реанимације и лечења у интензивној нези и последица су отказ не једног система, већ истовремени отказ више међусобно зависних система органа. Каснији извештаји су истакли важну улогу окултне, неконтролисане инфекције у патогенези СВОД-а, иако контрола инфекције није нужно резултовала преокретом физиолошких поремећаја, нити је инфекција била универзално присутна код пацијената са синдромом.
Без обзира на то како је СВОД окарактерисан, очигледно је да ризик од смрти у интензивној нези расте са тежином дисфункције органа – било да се повећава број органа који отказују, или укупни степен дисфункције.Хистолошке карактеристике органа укључених у СВОД су мање добро окарактерисане, али генерално укључују доказе о едему, упали, исхемији или некрози ткива и различитим степенима фиброзе и регенерације. Ове промене су, заузврат, одговорне за клиничке карактеристике СВОД-а у сваком од компоненти његових система, па су у наставку приказане промене у СВОД код појединих органа (система):

### Плућа
Карактеристична абнормалност плућа у СВОД је дисфункција нормалне размене гасова, која се огледа претежно у артеријској хипоксемији. Вишеструки патолошки фактори доприносе поремећеној размени гасова. Рано у току повреде плућа, ателектаза и интраваскуларна тромбоза или измењен регионални проток доприносе неусклађености вентилације/перфузије, док повећана капиларна пермеабилност доводи до алвеоларног плављења и повећане дифузијске удаљености за кисеоник. 
Регионалне повреде које су резултат инфекције или трауме доприносе нарушеној функцији плућа. Уз институцију респираторне подршке, повреда плућа може се погоршати кроз оно што се назива волутраума и баротраума, што доводи до даље ателектазе у зависним зонама плућа и формирања циста у анти-зависним зонама. Коначно, процес поправке ткива, започет приливом инфламаторних ћелија у повређена плућа, доводи до фиброзе и формирања хијалинске мембране, кардиналне патолошке карактеристике касног АРДС-а.

### Бубрег
Дисфункција бубрега код СВОД-а се огледа у оштећењу нормалне селективне екскреторне функције, у почетку у олигурији упркос адекватном интраваскуларном волумену, али касније у порасту нивоа креатинина и поремећајима течности и електролита довољне величине да је потребна дијализа. Његови узроци су и преренални и ренални. 
Смањен бубрежни проток крви као последица системске хипотензије, измењена регионална перфузија или повећан интраабдоминални притисак је рани фактор ризика; еволуција поремећаја је отежана већ постојећим физиолошким дефицитом и ефектима нефротоксичних лекова.
Морају се размотрити и искључити опструктивни узроци. Као што је случај са повредама плућа, интервенције интензивне неге доприносе еволуцији синдрома: вазопресорни агенси изазивају даље смањење бубрежног крвотока, док су потенцијално нефротоксични лекови кључни део антиинфективног арсенала који се користи у интензивној нези.

### Срце и кардиоваскуларни систем
Акутни кардиоваскуларни поремећаји у СВОД састоје се од пет карактеристичних дисфунккција: 
- генерализовано смањење периферног васкуларног тонуса, посредовано углавном кроз локалну вазодилататорну активност азот-оксида

- генерализовано повећање капиларне пермеабилности које производи дифузно капиларно цурење и едем, и доприноси даљем дисфункцији у другим системима органа

- промене у регионалном протоку крви до одређених органа микроваскуларно зачепљење и стаза, као резултат оклузије микроваскулатуре абнормално ригидним еритроцитима и леукоцитима, што резултира артериовенским ранжирањем које доприноси високој мешовитој венској сатурацији

- депресија миокарда, која посебно погађа десну страну срца

Очигледно је да ове абнормалности предиспонирају поремећену испоруку кисеоника и стога доприносе повреди других органских система.  

### Гастроинтестинални  органи
Гастроинтестинална дисфункција код критичне болести вероватно је резултат интеракцијских ефеката смањеног регионалног протока крви, поремећене покретљивости и промена у нормалној микробној флори. У прошлости, крварење из горњег гастроинтестиналног тракта или улцерација изазвана стресом била је најчешћа манифестација дисфункције црева. Ова компликација је постала неуобичајена због побољшања хемодинамске подршке, раније дијагнозе инфекције и одговарајуће употребе ефикасне профилаксе. 
Нетолеранција ентералног храњења, која се огледа у надимању и дијареји, је још једна манифестација дисфункције црева. Међутим, за разлику од других органских система, једноставне клиничке мере дисфункције црева нису лако доступне.
Дисфункција јетре у СВОД-у огледа се у хипербилирубинемији и холестази, пре него у биохемијским доказима хепатоцелуларне повреде или синтетичке дисфункције. Стереотипни образац измењене синтезе протеина у јетри (одговор акутне фазе) типично прати СВОД као неспецифична манифестација системске инфламације. Нивои Ц реактивног протеина и алфа-1 антитрипсина у серуму су повишени као део одговора акутне фазе, док су нивои албумина, негативног реактанта акутне фазе, смањени.

### Неуролошки
Измењени ниво свести, који се огледа у смањењу скора коме у Глазговској скали коме, је најпрепознатљивија манифестација неуролошке дисфункције СВОД-а. Његови узроци су вишеструки, укључујући:
- јатрогене ефекте седатива и аналгетика,

- метаболичке промене,

- субклинички церебрални едем,

- смањен церебрални перфузиони притисак,

- микроапсцесе у мозгу (можда).

Периферна неуропатија - такозвана  полинеуропатија критичне болести  често је присутна, иако је теже одредити.

### Хематолошки
Леукоцитоза је адаптивни одговор на различите акутне стресове и стога је често присутна, иако није права манифестација дисфункције органа. Слично томе, уобичајена је блага анемија која је резултат супресије коштане сржи и јатрогеног узимања крви. 
Међутим, најчешће цитирана манифестација дисфункције хематолошког система код СВОД-а је тромбоцитопенија, у свом најекстремнијем облику која резултује дисеминованом интраваскуларном коагулацијом (ДИК). Као и друге манифестације СВОД-а, узроци тромбоцитопеније у критичној болести су бројни:
- тромбоцитопенија изазвана хепарином,
- интраваскуларна потрошња тромбоцита,
- смањена производња тромбоцита

### Имунолошки
Вишеструке дисфункције неспецифичних и специфичних имунолошких функција описане су код критично болесног пацијента, укључују:
- поремећену реакцију преосетљивости одложеног типа,

- измењену производњу антитела,

- комплексан спектар дисфункција у регулацији одговора лимфоцита.

Најочигледнија и клинички релевантна манифестација измењеног имунитета код СВОД-а је развој нозокомијалне инфекције стечене у интензивној нези, узроковане релативно авирулентним организмима. Карактеристична флора инфекције стечене на интензивној интензивној у СВОД-у укључује коагулазно негативне стафилококе , ентерококе , кандиду и псеудомонас .

### Ендокрини / метаболички
Вишеструке метаболичке и ендокрине дисфункције које су евидентне током СВОД (иако су мање добро окарактерисане) су:
- хипергликемија

- релативна инсулинска резистенција,

- синдром болесне еутиреоидне жлезде,

- инсуфицијенцију надбубрежне жлезде (која је однедавно  истакнута као обећавајућа терапијска мета за пацијенте са продуженим упалом и дисфункцијом органа).

### Врсте
Синдром вишеструке органске дисфункције може бити разврстан у две група као:
Примарни СВОД - настао као и последица јасно дефинисаног оштећења функције органа. Настаје рано и може се директно приписати оштећењу, (нпр. акутна бубрежна инсуфицијенција због рабдомиолиза).
Секундарни СВОД настао као последица дисфункције органа која није директно повезана са неким оштећењем органа, него је последица одговора организма на неко стање у организму. (нпр. у току сепсе настаје мултиорганска дисфункција, због аутодеструктивних процеса који омогућава да нормални патофизиолошки одговор на инфекцију захвати и друга нормална ткива).

## Превенција
СВОД је мање синдром који треба лечити него компликација коју треба спречити. Јатрогени фактори, или процеси подложни профилактичкој интервенцији, заузимају истакнуто место у експресији синдрома.
Пошто се синдром скоро увек јавља након активације инфламаторног одговора домаћина, СВОД се може сматрати неприлагођеном последицом акутне упале, системским еквивалентом фунцтио лаеса, или губитком функције, кардиналним знаком акутне локализоване инфламације. До данас, међутим, интервенције усмерене на инфламаторни одговор домаћина нису се показале ефикасним у спречавању СВОД или минимизирању његове еволуције. Други једноставнији приступи су више обећавајући. 
Свака интервенција која може да спречи смрт или донесе физиолошку корист критично болесним пацијентима може разумно бити укључена, а с друге стране, неоходна је ригорозна евалуација најчешће прихваћених интервенција уинтензивној нези која није предузета.